# Koeru kommun
Koeru vald är en kommun i Estland.   Den ligger i landskapet Järvamaa, i den centrala delen av landet, 90 km sydost om huvudstaden Tallinn.
Följande samhällen finns i Koeru vald:
- Koeru
- Ervita
- Vao
- Vahuküla